# Câmpia Moldovei
Câmpia Moldovei se află în nordul Podișului Moldovei (sector numit și Câmpia Jijiei) și în vestul Basarabiei (sector numit și Câmpia Bălților). Are altitudini de aproximativ 200 m. Apele curgătoare din Câmpia Moldovei sunt: Prutul, Bahluiul, Jijia, Sitna, Bașeul, Obreja, Camenca, Ustia, Căldărușa, Gârla Mare și alte râuri.

## Descriere
Relieful Câmpiei Moldovei atinge o altitudine medie de 150 m, fiind un relief scund, în alcătuirea sa predominând colinele. Așa cum se prezintă astăzi relieful este rezultatul unei îndelungate evoluții care s-a dezvoltat în pliocen și cuaternar. Sedimentarea diferențiată care a avut loc în timpul Măriii Sarmatice, ca urmare a apropierii sau depărtării de țărm, a adâncimii apei, a înaintărilor și retragerilor liniilor de țărm, a făcut ca teritoriile din nordul Câmpiei Moldovei să aibă o petrografie diferită. Astfel, orizonturile de nisipuri și pietrișuri, transformate parțial în gresii și conglomerate, sau calcarele oolitice care spre vest au grosimi mai mari, se subțiază pe măsura depărtării de vechiul țărm, fiind înlocuite de nisipuri fine și argile, cu unele intercalații de prundișuri.
Denundația care a urmat, a găsit un teren prielnic în formațiunile argilo-nisipoase, iar ca o consecință a acestui fapt suprafața lor a început să coboare, astfel s-au schițat unele forme de relief în funcție de rezistența la eroziune a diferitelor sectoare ale câmpiei.
Există două categorii de lacuri:
- Lacuri hidroenergetice:Lacul Stânca-Costești,pe Prut
- Iazuri:cu frecvență mare:Dracșani,pe Jijia

Climatul este de câmpie, cu precipitații reduse, influențe de ariditate venite din estul Europei (ierni geroase, veri secetoase), bate crivățul, vegetație de stepă, molisoluri.

## Roci, pedologie
Predominarea unor roci argilo-nisipoase, mai puțin rezistente la acțiunea factorilor denundației față de cele din regiunile înconjurătoare, explică altiudinea mai joasă a acestui teritoriu.
Un rol important în formarea reliefului îl reprezintă rețelele hidrografice G. M Murgoci (1925) presupunea că Prutul, Jijia poate chiar Siretul au “divagat” pe suprafața Câmpiei Moldovei sculptând depozitele miocene. Datorită oscilațiilor la care era supusă linia de țărm în timpul retragerii apei, pe suprafața recent exondată râurile își formau albia și totodată aduceau materiale în care predominau elemente de fliș, pe care le depuneau în zona litorală. Aceste organisme hirografice dispăreau odată cu revenirea apelor peste teritoriile pe care le-au drenat.
Prima generație de văi care s-au instalat pe suprafața câmpiei sarmatice proaspăt ieșită de sub apele mării a avut caracter consecvent, văile dezvoltându-se progresiv, în funcție de retragerea spre sud a țârmului.
O altă categorie ce au influențat dezvoltarea reliefului o constituie factorii climatici și în special precipitațiile, temperaturile și vânturile.
Rolul climei este atât de important încât astăzi în literatura de specialitate se vorbește de o geomorfologie climatică (A. Chollay, J. Tricard). Probabil că unele alternanțe mai grosiere de prundișuri și nisipuri din terasele râurilor, diferența de granulometrie dintre terasele cu altitudine diferită și chiar originea unor terase, ar putea fi explicate prin mărirea sau micșorarea puterii de transport a râurilor datorită climatelor care au favorizat o scurgere mai bogată sau mai redusă. De asemeni unele alunecări profunde, în prezent stabilizate, cum sunt cele din partea de sud-vest a orașului Dorohoi, ar putea fi considerate glaciare.
Astfel că relieful Câmpiei Moldovei este de origine sculpurală, format în condițiile unui substrat argilo-nisipos, ușor de erodat, având o evoluție influențată de legile dezvoltării eroziunii pe baziele fluviale. Înălțimile mai mari care mărginesc câmpia se datorează constituției lor petrografice, cu orizonturi mai dure de gresii și calcare sarmatice, care nu au fost încă distruse de eroziune.